# Mississauga
Mississauga /ˌmɪsɪˈsɒɡə/ ⓘ là một thành phố nằm ở phía Nam Ontario, Canada. Missisauga nằm trên bờ hồ Ontario, thuộc khu tự quản vùng Peel, phía tây khu Greater Toronto. Thành phố có dân số là 713,443 người theo cuộc điều tra dân số năm 2011 và là thành phố đông dân thứ sáu của Canada.

## Địa lý
| Dữ liệu khí hậu của Sân bay quốc tế Toronto Pearson (1981−2010) | Dữ liệu khí hậu của Sân bay quốc tế Toronto Pearson (1981−2010) | Dữ liệu khí hậu của Sân bay quốc tế Toronto Pearson (1981−2010) | Dữ liệu khí hậu của Sân bay quốc tế Toronto Pearson (1981−2010) | Dữ liệu khí hậu của Sân bay quốc tế Toronto Pearson (1981−2010) | Dữ liệu khí hậu của Sân bay quốc tế Toronto Pearson (1981−2010) | Dữ liệu khí hậu của Sân bay quốc tế Toronto Pearson (1981−2010) | Dữ liệu khí hậu của Sân bay quốc tế Toronto Pearson (1981−2010) | Dữ liệu khí hậu của Sân bay quốc tế Toronto Pearson (1981−2010) | Dữ liệu khí hậu của Sân bay quốc tế Toronto Pearson (1981−2010) | Dữ liệu khí hậu của Sân bay quốc tế Toronto Pearson (1981−2010) | Dữ liệu khí hậu của Sân bay quốc tế Toronto Pearson (1981−2010) | Dữ liệu khí hậu của Sân bay quốc tế Toronto Pearson (1981−2010) | Dữ liệu khí hậu của Sân bay quốc tế Toronto Pearson (1981−2010) |
| Tháng                                                           | 1                                                               | 2                                                               | 3                                                               | 4                                                               | 5                                                               | 6                                                               | 7                                                               | 8                                                               | 9                                                               | 10                                                              | 11                                                              | 12                                                              | Năm                                                             |
| --------------------------------------------------------------- | --------------------------------------------------------------- | --------------------------------------------------------------- | --------------------------------------------------------------- | --------------------------------------------------------------- | --------------------------------------------------------------- | --------------------------------------------------------------- | --------------------------------------------------------------- | --------------------------------------------------------------- | --------------------------------------------------------------- | --------------------------------------------------------------- | --------------------------------------------------------------- | --------------------------------------------------------------- | --------------------------------------------------------------- |
| Chỉ số nóng bức cao kỷ lục                                      | 19.0                                                            | 14.8                                                            | 29.2                                                            | 37.9                                                            | 42.6                                                            | 45.0                                                            | 50.3                                                            | 46.6                                                            | 48.0                                                            | 39.1                                                            | 28.6                                                            | 23.9                                                            | 50.3                                                            |
| Cao kỉ lục °C (°F)                                              | 17.6 (63.7)                                                     | 14.9 (58.8)                                                     | 25.6 (78.1)                                                     | 31.1 (88.0)                                                     | 34.4 (93.9)                                                     | 36.7 (98.1)                                                     | 37.6 (99.7)                                                     | 38.3 (100.9)                                                    | 36.7 (98.1)                                                     | 31.6 (88.9)                                                     | 25.0 (77.0)                                                     | 20.0 (68.0)                                                     | 38.3 (100.9)                                                    |
| Trung bình ngày tối đa °C (°F)                                  | −1.5 (29.3)                                                     | −0.4 (31.3)                                                     | 4.6 (40.3)                                                      | 12.2 (54.0)                                                     | 18.8 (65.8)                                                     | 24.2 (75.6)                                                     | 27.1 (80.8)                                                     | 26.0 (78.8)                                                     | 21.6 (70.9)                                                     | 14.3 (57.7)                                                     | 7.6 (45.7)                                                      | 1.4 (34.5)                                                      | 13.0 (55.4)                                                     |
| Trung bình ngày °C (°F)                                         | −5.5 (22.1)                                                     | −4.5 (23.9)                                                     | 0.1 (32.2)                                                      | 7.1 (44.8)                                                      | 13.1 (55.6)                                                     | 18.6 (65.5)                                                     | 21.5 (70.7)                                                     | 20.6 (69.1)                                                     | 16.2 (61.2)                                                     | 9.5 (49.1)                                                      | 3.7 (38.7)                                                      | −2.2 (28.0)                                                     | 8.2 (46.8)                                                      |
| Tối thiểu trung bình ngày °C (°F)                               | −9.4 (15.1)                                                     | −8.7 (16.3)                                                     | −4.5 (23.9)                                                     | 1.9 (35.4)                                                      | 7.4 (45.3)                                                      | 13.0 (55.4)                                                     | 15.8 (60.4)                                                     | 15.1 (59.2)                                                     | 10.8 (51.4)                                                     | 4.6 (40.3)                                                      | −0.2 (31.6)                                                     | −5.8 (21.6)                                                     | 3.3 (37.9)                                                      |
| Thấp kỉ lục °C (°F)                                             | −31.3 (−24.3)                                                   | −31.1 (−24.0)                                                   | −28.9 (−20.0)                                                   | −17.2 (1.0)                                                     | −5.6 (21.9)                                                     | 0.6 (33.1)                                                      | 3.9 (39.0)                                                      | 1.1 (34.0)                                                      | −3.9 (25.0)                                                     | −8.3 (17.1)                                                     | −18.3 (−0.9)                                                    | −31.1 (−24.0)                                                   | −31.3 (−24.3)                                                   |
| Chỉ số phong hàn thấp kỷ lục                                    | −44.7                                                           | −38.9                                                           | −36.2                                                           | −25.4                                                           | −9.5                                                            | 0.0                                                             | 0.0                                                             | 0.0                                                             | −8.0                                                            | −13.5                                                           | −25.4                                                           | −38.5                                                           | −44.7                                                           |
| Lượng Giáng thủy trung bình mm (inches)                         | 51.8 (2.04)                                                     | 47.7 (1.88)                                                     | 49.8 (1.96)                                                     | 68.5 (2.70)                                                     | 74.3 (2.93)                                                     | 71.5 (2.81)                                                     | 75.7 (2.98)                                                     | 78.1 (3.07)                                                     | 74.5 (2.93)                                                     | 61.1 (2.41)                                                     | 75.1 (2.96)                                                     | 57.9 (2.28)                                                     | 785.9 (30.94)                                                   |
| Lượng mưa trung bình mm (inches)                                | 25.1 (0.99)                                                     | 24.3 (0.96)                                                     | 32.6 (1.28)                                                     | 63.0 (2.48)                                                     | 74.3 (2.93)                                                     | 71.5 (2.81)                                                     | 75.7 (2.98)                                                     | 78.1 (3.07)                                                     | 74.5 (2.93)                                                     | 60.6 (2.39)                                                     | 68.0 (2.68)                                                     | 34.0 (1.34)                                                     | 681.6 (26.83)                                                   |
| Lượng tuyết rơi trung bình cm (inches)                          | 29.5 (11.6)                                                     | 24.0 (9.4)                                                      | 17.7 (7.0)                                                      | 4.5 (1.8)                                                       | 0.0 (0.0)                                                       | 0.0 (0.0)                                                       | 0.0 (0.0)                                                       | 0.0 (0.0)                                                       | 0.0 (0.0)                                                       | 0.4 (0.2)                                                       | 7.5 (3.0)                                                       | 24.9 (9.8)                                                      | 108.5 (42.7)                                                    |
| Số ngày giáng thủy trung bình (≥ 0.2 mm)                        | 15.1                                                            | 11.6                                                            | 12.4                                                            | 12.5                                                            | 12.5                                                            | 10.8                                                            | 10.4                                                            | 10.2                                                            | 10.5                                                            | 12.1                                                            | 13.2                                                            | 14.8                                                            | 145.9                                                           |
| Số ngày mưa trung bình (≥ 0.2 mm)                               | 5.4                                                             | 4.6                                                             | 7.4                                                             | 11.3                                                            | 12.5                                                            | 10.8                                                            | 10.4                                                            | 10.2                                                            | 10.5                                                            | 12.0                                                            | 11.0                                                            | 7.1                                                             | 113.2                                                           |
| Số ngày tuyết rơi trung bình (≥ 0.2 cm)                         | 12.1                                                            | 9.4                                                             | 6.8                                                             | 2.4                                                             | 0.03                                                            | 0.0                                                             | 0.0                                                             | 0.0                                                             | 0.0                                                             | 0.30                                                            | 3.4                                                             | 10.0                                                            | 44.4                                                            |
| Độ ẩm tương đối trung bình (%)                                  | 80.8                                                            | 79.3                                                            | 78.1                                                            | 75.4                                                            | 77.2                                                            | 79.8                                                            | 81.9                                                            | 85.7                                                            | 87.4                                                            | 85.2                                                            | 83.3                                                            | 81.8                                                            | 81.3                                                            |
| Số giờ nắng trung bình tháng                                    | 79.7                                                            | 112.2                                                           | 159.4                                                           | 204.4                                                           | 228.2                                                           | 249.7                                                           | 294.4                                                           | 274.5                                                           | 215.7                                                           | 163.7                                                           | 94.2                                                            | 86.2                                                            | 2.161,4                                                         |
| Phần trăm nắng có thể                                           | 27.6                                                            | 38.0                                                            | 43.2                                                            | 50.8                                                            | 50.1                                                            | 54.1                                                            | 63.0                                                            | 63.4                                                            | 57.4                                                            | 47.8                                                            | 32.0                                                            | 30.9                                                            | 46.5                                                            |
| Nguồn: Environment Canada                                       |                                                                 |                                                                 |                                                                 |                                                                 |                                                                 |                                                                 |                                                                 |                                                                 |                                                                 |                                                                 |                                                                 |                                                                 |                                                                 |

## Thành phố kết nghĩa
- Kariya, Nhật Bản